# Coscineuscelus submaculatus
Coscineuscelus submaculatus es una especie de coleóptero de la familia Attelabidae.

## Distribución geográfica
Habita en Bolivia y Colombia.